# Walter Sidney Adams
Walter Sydney Adams (Antioquia, 20 de desembre de 1876 - Pasadena, 11 de maig de 1956) fou un astrònom estatunidenc.

## Biografia
Adams va néixer a Antioquia (Turquia) el 1876, de pares missioners. Arribà als Estats Units el 1885. Es graduà al "Darmouth College" el 1898 i després continuà la seva educació a Alemanya. Després de tornar als Estats Units començà la seva carrera en astronomia que culminaria quan es convertí en director de l'Observatori de Mount Wilson.
El seu interès principal fou l'estudi d'espectres estelars. Treballà en espectroscopia i fou codescobridor d'una relació entre les intensitats relatives d'algunes línies espectrals i la magnitud absoluta d'un estel. Fou capaç de demostrar que un espectre podria emprar-se per determinar si un estel era un gegant o un nan. El 1915 comença un estudi de la companya de Sírius i troba que tot i tenir una mida lleugerament major que la Terra, la seva superfície és més brillant (per una unitat d'àrea) que el Sol i a més té una massa semblant a la d'aquest. Aquest estel fou conegut més tard com nan blanc. Juntament amb Theodore Dunham, descobrí la presència important de diòxid de carboni en l'espectre infraroig del planeta Venus.
Adams va morir a Pasadena (Califòrnia, EUA l'11 de maig de 1956.

## Distincions

### Premis
- Medalla d'or de la Real Societat Astronòmica: 1917
- Medalla Henry Draper: 1918
- Medalla Bruce: 1928
- Medalla Henry Norris Russell Lectureship: 1947

### Epònims
- L'asteroide 3145 Walter Adams
- Un cràter a Mart
- El cràter Adams a la Lluna (anomenat així per ell a més de per John Couch Adams i Charles Hitchcock Adams)